# Laurent Pokou
Laurent Pokou N´Dri (8. říjen 1947, Abidžan – 13. listopadu 2016, Abidžan) byl fotbalista z Pobřeží slonoviny a útočník francouzského týmu Stade Rennais a reprezentačního týmu Pobřeží slonoviny.
Pokou byl dvakrát nejlepším střelcem Afrického poháru národů. Na turnaji v Etiopii v roce 1968 skóroval šest gólů a v roce 1970 v Súdánu osm gólů, včetně 5 gólů v jednom zápase proti Etiopii, ve kterém Pobřeží slonoviny vyhrálo 6:1. Tento výkon mu přidělil přezdívku L´homme d´Asmara (muž z Asmary). Se čtrnácti góly je také druhým nejlepším střelcem turnaje historie, za Kameruncem Samuelem Eto’oem, který překonal Pokouův rekord na Africkém poháru národů v roce 2008.